# Cacoxenus academica
Cacoxenus academica är en tvåvingeart som först beskrevs av Maca och Lin 1993.  Cacoxenus academica ingår i släktet Cacoxenus och familjen daggflugor.
Artens utbredningsområde är Taiwan. Inga underarter finns listade i Catalogue of Life.